# Bruce Robertson (natation)
Pour les articles homonymes, voir Bruce Robertson et Robertson.
Bruce Robertson, né le 27 avril 1953 à Vancouver en Colombie-Britannique, est un nageur canadien.

## Carrière
Il est médaillé d'argent aux Jeux olympiques de 1972 sur 100 mètres papillon ainsi que médaillé de bronze avec le relais 4 × 100 m 4 nages. Un an plus tard aux championnats du monde, il obtient l'or sur 100 m papillon et le bronze avec le relais 4 × 100 m 4 nages.